# Santa María del Cubillo
Santa María del Cubillo ist ein Ort und eine zentralspanische Gemeinde (municipio) mit 322 Einwohnern (Stand: 2024) in der Provinz Ávila in der Autonomen Region Kastilien-León. 1975 wurde die Gemeinde aus den vormals eigenständigen Kommunen Aldeavieja und Blascoeles gebildet. Der Verwaltungssitz der heutigen Gemeinde befindet sich in Aldeavieja.

## Lage
Santa María del Cubillo befindet sich in den nördlichen Ausläufern der Sierra de Gredos gut 21 Kilometer ostnordöstlich von Ávila in einer Höhe von 1205 m. Durch die Gemeinde führt die Autopista AP-51. Das Klima im Winter ist kühl, im Sommer dagegen trotz der Höhenlage durchaus warm; der Regen (ca. 492 mm/Jahr) fällt – mit Ausnahme der nahezu regenlosen Sommermonate – verteilt übers ganze Jahr.

## Bevölkerungsentwicklung
| Jahr      | 1981 | 1991 | 2001 | 2011 | 2021 |
| Einwohner | 482  | 435  | 392  | 345  | 316  |

## Sehenswürdigkeiten
- Sebastianuskirche in Aldeavieja
- Marienkapelle in Aldeavieja

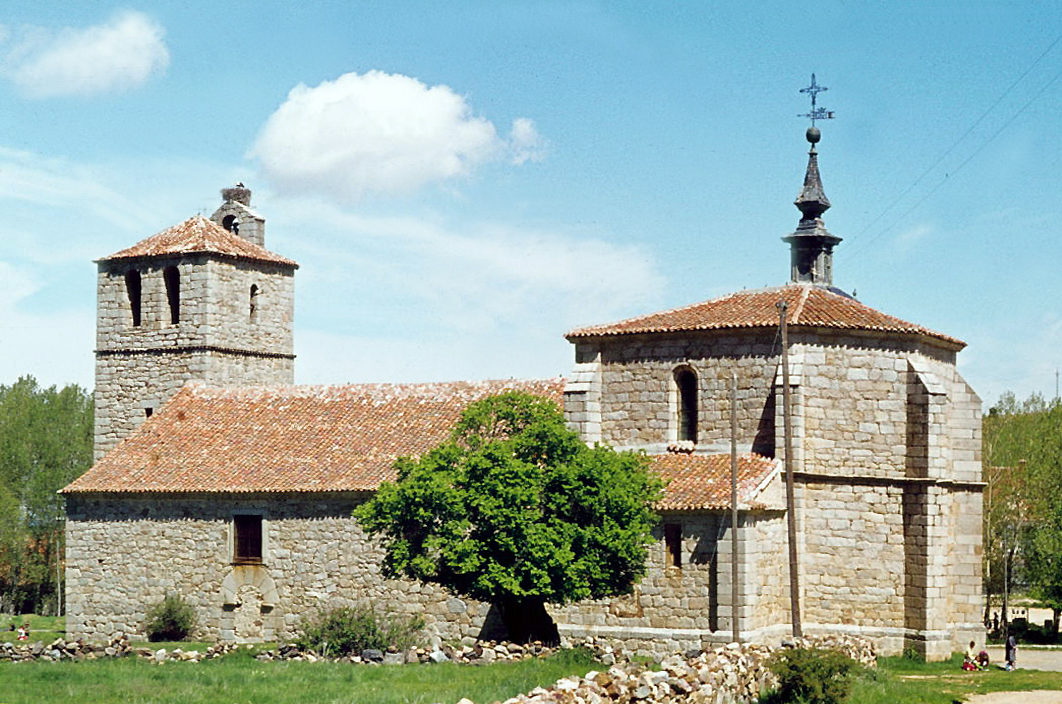
Sebastianuskirche
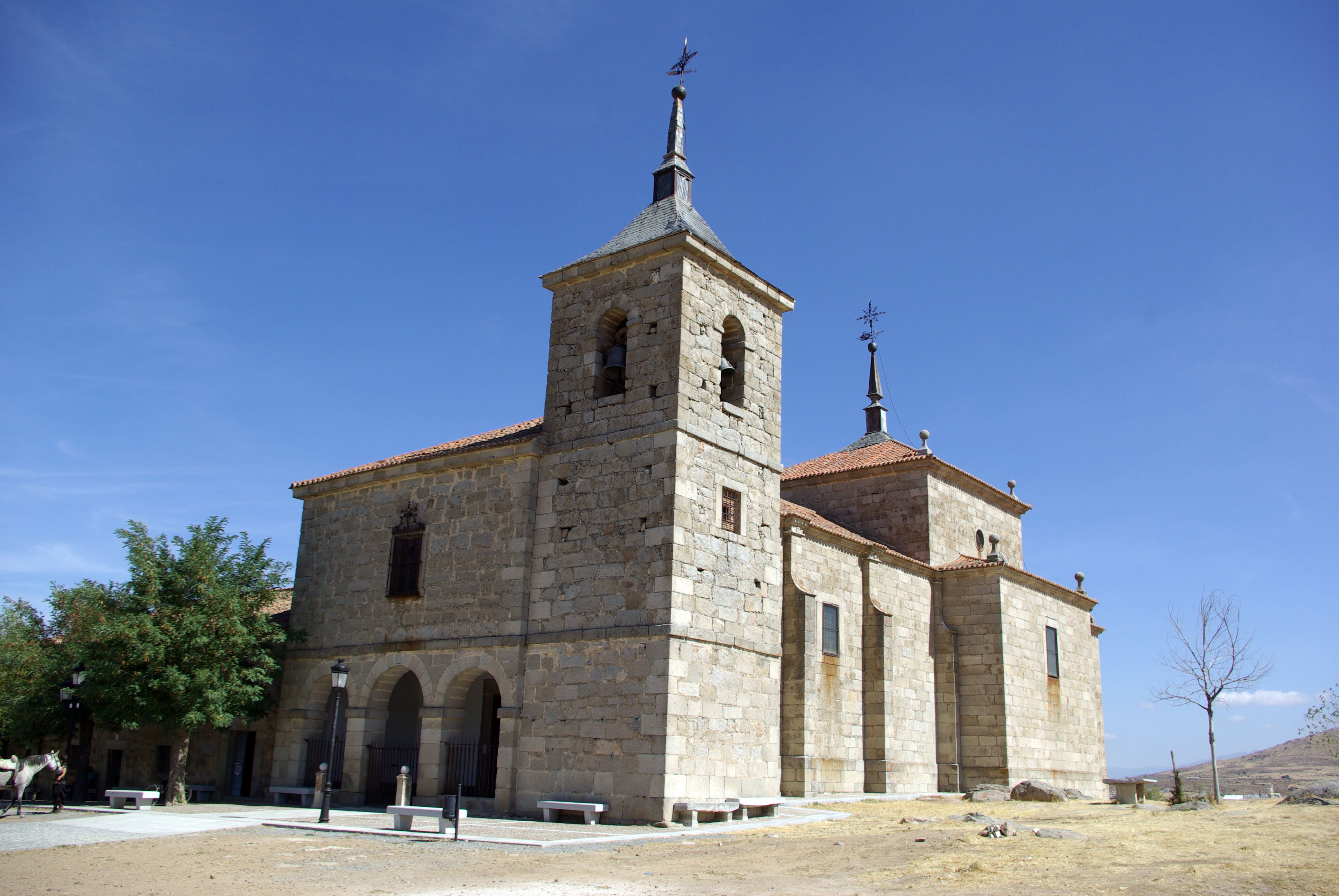
Marienkapelle